# آینه‌گری

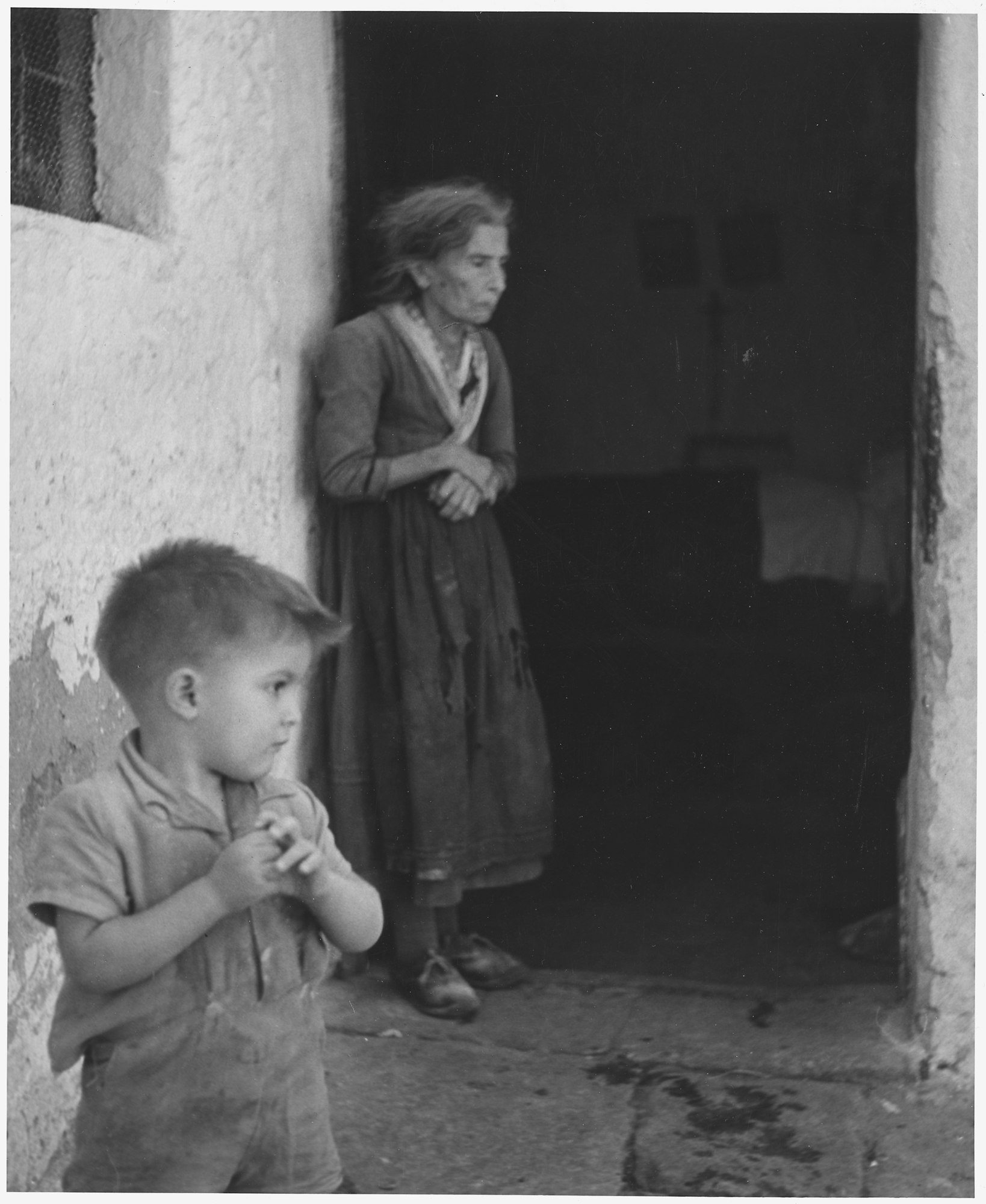
یک پسر جوان که رفتار مادربزرگ خود را بازتاب می‌دهد.

آینه‌گری، بازتاب‌دهی، انعکاس یا همانندسازی (به انگلیسی: Mirroring) رفتاری است که در آن یک فرد به‌طور ناخودآگاه از حرکات، الگوی گویش فردی یا نگرش فردی دیگر تقلید می‌کند. آینه‌گری اغلب در موقعیت‌های اجتماعی، به‌ویژه در جمع دوستان نزدیک یا خانواده، رخ می‌دهد و معمولاً هیچ‌یک از طرفین متوجه آن نمی‌شوند. این مفهوم غالباً بر برداشت دیگران از فردی که رفتار آینه‌گری را از خود نشان می‌دهد تأثیر می‌گذارد، که این امر می‌تواند به ایجاد رابطه و نزدیکی آن فرد با دیگران بینجامد.
آینه‌گری با تقلید آگاهانه تفاوت دارد؛ از این جهت که تقلید آگاهانه تلاشی خودآگاه و معمولاً آشکار برای کپی‌برداری از دیگری است، در حالی که آینه‌گری به صورت ناخودآگاه در حین عمل انجام می‌شود و اغلب از چشم پنهان می‌ماند. این پدیده همچنین با عنوان «اثر آفتاب‌پرست» نیز توصیف شده است.
بروز رفتار آینه‌گری اغلب از همان دوران نوزادی آغاز می‌شود؛ زمانی که نوزادان شروع به تقلید از اطرافیان خود می‌کنند و از طریق حرکات بدنی خاص، ارتباط برقرار می‌سازند. توانایی تقلید از رفتار دیگران به نوزاد امکان می‌دهد تا حس همدلی را در خود شکل دهد و بدین ترتیب، درک هیجانات دیگران را آغاز کند. نوزاد به برقراری ارتباط با هیجانات دیگران ادامه می‌دهد و به‌دنبال آن، حرکات آن‌ها را بازتاب می‌دهد.
آینه‌گری می‌تواند باعث ایجاد رابطه و نزدیکی با فردی شود که رفتارش مورد تقلید قرار گرفته است، زیرا شباهت‌ها در حرکات غیرکلامی به آن فرد اجازه می‌دهد تا احساس ارتباط بیشتری با شخصی کند که رفتار آینه‌وار از خود بروز می‌دهد. زمانی که دو فرد در یک موقعیت، حرکات غیرکلامی مشابهی از خود بروز می‌دهند، ممکن است به این باور برسند که نگرش‌ها و ایده‌های مشترکی نیز دارند. نورون‌های آینه‌ای به این حرکات واکنش نشان داده و خود موجب آن‌ها می‌شوند و به افراد این امکان را می‌دهند که حس مشارکت و تعلق بیشتری در آن موقعیت داشته باشند.

## رخ‌دادن
آینه‌گری عموماً به صورت ناخودآگاه و به عنوان واکنشی به موقعیت رخ می‌دهد. این رفتار در گفتگوها رایج است، چرا که شنوندگان معمولاً همراه با گوینده لبخند می‌زنند یا اخم می‌کنند و همچنین از حالت بدن یا نگرش او نسبت به موضوع تقلید می‌کنند. افراد ممکن است تمایل بیشتری به همدلی و پذیرش کسانی داشته باشند که معتقدند علایق و باورهای مشابهی با آن‌ها دارند؛ بنابراین، بازتاب‌دهی رفتار فردی که با او صحبت می‌کنیم، می‌تواند به برقراری ارتباط میان افراد درگیر کمک کند.

### مصاحبه‌ها
افزون بر این، آینه‌گری ممکن است در میزان موفقیت یک فرد در مصاحبه شغلی نیز نقش داشته باشد. در پژوهشی که توسط وُرد، زانا و کوپر انجام شد، از مصاحبه‌کنندگان خواسته شد تا در شرایط آزمایشی مختلف، از انواع خاصی از زبان بدن پیروی کنند. در یک شرط، به مصاحبه‌کنندگان دستور داده شد که زبان بدن سرد و بی‌علاقه از خود نشان دهند (مانند خم شدن به عقب یا اجتناب از تماس چشمی) و در شرط دیگر، از آن‌ها خواسته شد زبان بدن پذیرا و دوستانه‌تری داشته باشند (مانند لبخند زدن و برقراری تماس چشمی). در نتیجه، مصاحبه‌شوندگان شروع به آینه‌گری از رفتار مصاحبه‌کننده کردند و به همین دلیل، عملکرد افرادی که در شرط زبان بدن غیردوستانه قرار داشتند، بدتر از افرادی بود که در شرط دوستانه بودند. این مطالعه نشان می‌دهد که نگرش اولیه مصاحبه‌کننده نسبت به مصاحبه‌شونده، می‌تواند به دلیل آینه‌گری، بر عملکرد او تأثیر بگذارد.

### تأثیرات نبود این رفتار
افراد مبتلا به اوتیسم یا دیگر مشکلات اجتماعی ممکن است کمتر رفتار آینه‌گری از خود نشان دهند، زیرا ممکن است آگاهی خودآگاه و ناخودآگاه کمتری نسبت به اعمال دیگران داشته باشند. این عامل می‌تواند مشکلات بیشتری برای این افراد ایجاد کند، زیرا بدون آینه‌گری، برقراری ارتباط با دیگران ممکن است دشوارتر باشد. افزون بر این، دیگران نیز ممکن است کمتر با این فرد ارتباط برقرار کنند، زیرا بدون آینه‌گری، او ممکن است متفاوت‌تر و کمتر صمیمی به نظر برسد. افرادی که به صورت ناخودآگاه از حرکات دیگران آگاه نیستند، ممکن است در موقعیت‌های اجتماعی دچار مشکل شوند، زیرا احتمالاً توانایی کمتری در درک دیدگاه دیگران (بدون آنکه به روشنی بیان شود) دارند و در نتیجه ممکن است نشانه‌های پنهانی را که اغلب در دنیای اجتماعی به کار می‌روند، درک نکنند. البته این امکان وجود دارد که افراد مبتلا به اوتیسم این نشانه‌ها را به‌طور آگاهانه بیاموزند.

### بررسی‌ها در انسان‌ها
استفاده از مطالعات غیرتهاجمی اف‌ام‌آرآی (fMRI) شواهدی از آینه‌گری در انسان‌ها، مشابه آنچه در میمون‌ها در لوب آهیانه‌ای تحتانی و بخشی از شکنج پیشانی تحتانی یافت شده است، نشان داده‌اند. انسان‌ها نشانه‌های بیشتری از آینه‌گری را در بخش‌هایی از مغز که در نخستی‌ها (پریمات‌ها) خاصیت آینه‌گری ندارند، مانند مخچه، از خود بروز می‌دهند. همچنین نشان داده شده است که آینه‌گری به کودکان غیرمبتلا به اوتیسم اجازه می‌دهد تا پیش از دیدن کل یک عمل، نیت پشت آن را درک کنند. به همین دلیل، یک کودک می‌تواند فردی را ببیند که با قصد خوردن، غذا برمی‌دارد و تمام زنجیره‌های حرکتی لازم برای برداشتن غذای خود و انجام حرکات مربوط به خوردن آن را فعال کند. نشان داده شده است که کودکان مبتلا به اوتیسم فاقد این مجموعه واکنش‌های حرکتی هستند و گمان می‌رود که برای انجام وظایف مشابه، از حواس دیگر مانند بینایی یا حسی-پیکری (somatosensory) استفاده می‌کنند.

## توسعه
در تعاملات میان نوزاد و پدر و مادر، آینه‌گری به این شکل است که پدر یا مادر از حالات چهرهٔ نوزاد تقلید می‌کند و همزمان، هیجانی را که آن حالت بیانگر آن است به زبان می‌آورد. این تقلید به نوزاد کمک می‌کند تا هیجان را با حالت چهرهٔ خود مرتبط سازد و همچنین، از آنجا که والدین با تقلید کردن، پذیرش خود را نشان می‌دهند، در هیجاناتش احساس تأیید شدن کند. مطالعات نشان داده‌اند که آینه‌گری بخش مهمی از رشد کودک و نوزاد است. بر پایهٔ نظریه‌های «روان‌شناسی خود» کوهات، افراد برای شکل‌دادن به مفهوم خود، به حسی از تأیید و تعلق نیاز دارند. وقتی پدر و مادر رفتار نوزادان خود را بازتاب می‌دهند، این عمل به کودک کمک می‌کند تا حس خودآگاهی و خودکنترلی بیشتری را در خود پرورش دهد، چرا که او می‌تواند هیجانات خود را در چهره والدینش ببیند. افزون بر این، نوزادان می‌توانند با آینه‌گری حالاتی که والدینشان به کار می‌برند، هیجانات، حالات چهره و حرکات جدیدی را بیاموزند و تجربه کنند. فرایند آینه‌گری به نوزادان کمک می‌کند تا میان حالات چهره و هیجانات ارتباط برقرار کرده و بدین ترتیب، ارتباطات اجتماعی خود را در آینده تقویت کنند. نوزادان همچنین از راه آینه‌گری می‌آموزند که در هیجانات خود احساس امنیت و اعتبار کنند، زیرا تقلید پدر و مادر از هیجاناتشان به کودک کمک می‌کند تا اندیشه‌ها و احساسات خود را آسان‌تر شناسایی کند.

### مفهوم خود
نشان داده شده است که آینه‌گری نقشی حیاتی در شکل‌گیری خودپنداره یا مفهوم خود، در نوزاد ایفا می‌کند. اهمیت آینه‌گری نشان می‌دهد که نوزادان مهارت‌های اجتماعی خود را اصولاً از والدینشان می‌آموزند و در نتیجه، خانواده‌ای که در آن آینه‌گری وجود نداشته باشد، ممکن است رشد اجتماعی کودک را با مانع روبه‌رو کند. بدون آینه‌گری، ممکن است برای کودک دشوار باشد که هیجانات خود را به حالات چهرهٔ آموخته‌شده در اجتماع ربط دهد و در نتیجه، در بیان احساسات خود دچار مشکل شود.

### همدلی
ناتوانی در آینه‌گریِ درست رفتار دیگران ممکن است به روابط اجتماعی کودک در آینده آسیب برساند. این آسیب می‌تواند به این دلیل باشد که دیگران به خاطر عدم ایجاد صمیمیت، از کودک فاصله می‌گیرند، یا به این دلیل که کودک بدون آینه‌گری، در احساس همدلی با دیگران با دشواری روبه‌رو می‌شود. آینه‌گری به تسهیل همدلی کمک می‌کند، زیرا افراد با تقلید از حالت بدن و حرکات، هیجانات دیگران را آسان‌تر تجربه می‌کنند. آینه‌گری همچنین به افراد امکان می‌دهد تا هنگام روبه‌رویی با آسیب‌دیدگی‌ها، درد دیگران را به گونهٔ درونی و ذهنی احساس کنند. این همدلی به افراد کمک می‌کند تا روابطی پایدار بسازند و در نتیجه در موقعیت‌های اجتماعی موفق عمل کنند. عمل آینه‌گری به افراد این امکان را می‌دهد که باور کنند به شخص دیگری شبیه‌تر هستند، و همین شباهتِ درک‌شده می‌تواند پایه‌ای برای ایجاد یک رابطه باشد.